# Sternaspis rietschi
Sternaspis rietschi är en ringmaskart som beskrevs av Maurice Caullery 1944. Sternaspis rietschi ingår i släktet Sternaspis och familjen Sternaspidae. Inga underarter finns listade i Catalogue of Life.